# Творчість Михайла Задорнова

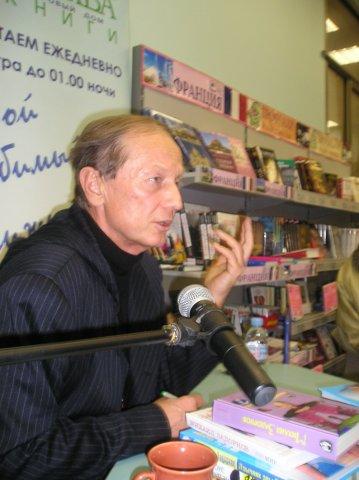
Михайло Задорнов на презентації своїх книг.

Михайло Задорнов — автор безлічі гумористичних книг і концертів, також знімався в кіно.

## Виступи
| Дата виступу      | Назва | Телеканал                                       |
| ----------------- | --- | ----------------------------------------------- |
| 1990              | «Ангажемент» [Архівовано 23 червня 2014 у Wayback Machine.]                                               | ЦТ СРСР                                         |
| 1992              | «Много шума и… ничего!» [Архівовано 21 жовтня 2015 у Wayback Machine.]                                    | ЦТ СРСР                                         |
| 1992              | «В каждой шутке есть доля… шутки» [Архівовано 28 червня 2014 у Wayback Machine.]                          | ЦТ СРСР                                         |
| 1993              | «Веселее жить стало (Новогодние фантазии)» [Архівовано 21 березня 2016 у Wayback Machine.]                | NO☭ALЬГИЯ                                       |
| 1994              | «Так жить можно!?…» [Архівовано 3 квітня 2016 у Wayback Machine.]                                         |                                                 |
| 1997              | «Что делать, или как нам обустроить Россию ?» [Архівовано 21 грудня 2015 у Wayback Machine.]              |                                                 |
| 1997              | «Великая страна с непредсказуемым прошлым»                                                                | Перший канал                                    |
| 1998              | «Мездра по Питерски» [Архівовано 18 березня 2016 у Wayback Machine.]                                      | П'ятий канал                                    |
| 1998              | «Неюбилей — 50. Задорная компания. Часть 1» [Архівовано 29 березня 2016 у Wayback Machine.]               | Магія ТВ Компанія                               |
| 1998              | «Неюбилей — 50. Задорный спонсор. Часть 2» [Архівовано 23 жовтня 2014 у Wayback Machine.]                 | Магія ТВ Компанія                               |
| 1999              | «Рижский гамбит» [Архівовано 21 грудня 2015 у Wayback Machine.]                                           |                                                 |
| 2000              | «Задорная компания»                                                                                       | РТР                                             |
| 2000              | «Лекция (с юмором)» [Архівовано 24 березня 2016 у Wayback Machine.]                                       |                                                 |
| 2001              | «Мы чьё, Дурачьё ?» [Архівовано 3 березня 2019 у Wayback Machine.]                                        | 1+1                                             |
| 2002              | «Фантазии Михаила Задорнова»                                                                              | РТР                                             |
| 2002              | «Ножки Буша» [Архівовано 17 липня 2014 у Wayback Machine.]                                                | Національна державна телерадіокомпанія Білорусі |
| 2003              | «Американская трагедия» [Архівовано 21 грудня 2015 у Wayback Machine.] (или «Фантазии на заданную тему»)  |                                                 |
| 2003              | «Фантазии М.Задорнова. Всё не так плохо!!!» [Архівовано 17 березня 2016 у Wayback Machine.]               | РТР                                             |
| 2005              | «Не для ТВ.ru» [Архівовано 25 березня 2016 у Wayback Machine.]                                            |                                                 |
| 2005              | «Да здравствует то, Благодаря чему мы, Несмотря ни на что!» [Архівовано 28 липня 2014 у Wayback Machine.] | РенТБ                                           |
| 2005              | «От Путча до Путина» [Архівовано 26 березня 2016 у Wayback Machine.]                                      |                                                 |
| 2005              | «Египетские ночи» [Архівовано 6 липня 2014 у Wayback Machine.]                                            | РенТБ                                           |
| 2005              | «Записки отморозка» [Архівовано 28 липня 2014 у Wayback Machine.]                                         | РенТБ                                           |
| 2005              | «Не дайте себе засохнуть» [Архівовано 24 березня 2016 у Wayback Machine.]                                 | Партнер-ТВ                                      |
| 2005              | «Подниматель пингвинов» [Архівовано 12 лютого 2017 у Wayback Machine.]                                    | РенТБ                                           |
| 2005              | «Непонятки» [Архівовано 15 жовтня 2014 у Wayback Machine.]                                                | РенТБ                                           |
| 2005              | «Задоринки и задорнизмы»                                                                                  | PTS «Studija VIDIKOM»                           |
| 2006              | «Этот безумный, безумный мир» [Архівовано 28 липня 2014 у Wayback Machine.]                               | Перший канал                                    |
| 2006              | «Не забывается такое никогда» [Архівовано 30 квітня 2014 у Wayback Machine.]                              | РенТБ                                           |
| 2006              | «Заметки Предсказамуса» [Архівовано 24 травня 2014 у Wayback Machine.]                                    | РенТБ                                           |
| 2006              | «После нас хоть потоп» [Архівовано 7 червня 2014 у Wayback Machine.]                                      | РенТБ                                           |
| 2006              | «Третье ухо» [Архівовано 1 квітня 2016 у Wayback Machine.]                                                | РенТБ                                           |
| 2006              | «Новый концерт» [Архівовано 1 березня 2019 у Wayback Machine.]                                            | Перший канал                                    |
| 2007              | «Я люблю тебя Жизнь» [Архівовано 28 липня 2014 у Wayback Machine.]                                        | Перший канал                                    |
| 2007              | «Тест на интеллект» [Архівовано 2 квітня 2016 у Wayback Machine.]                                         | Зоголь ТВ                                       |
| 2007              | «Когда смешно, тогда не страшно» [Архівовано 28 травня 2014 у Wayback Machine.]                           | РенТБ                                           |
| 2007              | «Записки усталого романтика» [Архівовано 28 липня 2014 у Wayback Machine.]                                | Перший канал                                    |
| 8 травня 2008     | «Уникальный народ!» [Архівовано 3 листопада 2014 у Wayback Machine.]                                      | РенТБ                                           |
| 2008              | «С первым смехом!!!» [Архівовано 28 липня 2014 у Wayback Machine.]                                        | Перший канал                                    |
| 2008              | «Ничего себе !» [Архівовано 17 березня 2016 у Wayback Machine.]                                           | РенТБ                                           |
| 2008              | «Задорный день»                                                                                           | СТС                                             |
| 28 грудня 2008    | «СТС в гостях у Михаила Задорнова»                                                                        | СТС                                             |
| 16 листопада 2008 | «Задорный день. Часть 1»                                                                                  | СТС                                             |
| 30 листопада 2008 | «Задорный день. Часть 2»                                                                                  | СТС                                             |
| 2009              | «Сандирибуринди бабаяси ха-хаяси» [Архівовано 5 грудня 2015 у Wayback Machine.]                           | СТБ                                             |
| 2009              | «Юмор выше пояса» [Архівовано 26 березня 2016 у Wayback Machine.]                                         | РенТБ                                           |
| 19 вересня 2009   | «Михаил Задорнов и его задорная компания»                                                                 | СТБ                                             |
| 2009              | «Антикризисный концерт 2»                                                                                 | РенТБ                                           |
| 2009              | «Всегда готов !» [Архівовано 5 квітня 2016 у Wayback Machine.]                                            | РенТБ                                           |
| 2009              | «SMS. Гламур. Окей.» [Архівовано 26 червня 2014 у Wayback Machine.]                                       | РенТБ                                           |
| 2009              | «Антикризисный концерт»                                                                                   | РенТБ                                           |
| 2009              | «Умом Россию не поднять» [Архівовано 25 червня 2014 у Wayback Machine.]                                   | Перший канал                                    |
| 2009              | «Задорновости» [Архівовано 1 березня 2019 у Wayback Machine.]                                             | РенТБ                                           |
| 2010              | «Новогодний концерт»                                                                                      | Перший канал                                    |
| 2010              | «Кому на Руси жить?!» [Архівовано 6 грудня 2015 у Wayback Machine.]                                       | Перший канал                                    |
| 30 грудня 2010    | «Трудно жить легко»                                                                                       | РенТБ                                           |
| 2010              | «По родной стране» [Архівовано 6 грудня 2015 у Wayback Machine.]                                          | РенТБ                                           |
| 2010              | «Задорные заколебалки» [Архівовано 26 березня 2016 у Wayback Machine.]                                    | РенТБ                                           |
| 2010              | «Будь готов!» [Архівовано 5 грудня 2015 у Wayback Machine.]                                               | РенТБ                                           |
| 2010              | «Россия — родина хрена»                                                                                   | РенТБ                                           |
| 5 листопада 2011  | «Тырлы и глоупены»                                                                                        | РенТБ                                           |
| 2 травня 2011     | «Нас не оцифруешь!» [Архівовано 12 лютого 2017 у Wayback Machine.]                                        | РенТБ                                           |
| 17 вересня 2011   | «Я люблю Америку»                                                                                         | РенТБ                                           |
| 20 жовтня 2012    | «Танцы на граблях»                                                                                        | РенТБ                                           |
| 1 січня 2012      | «Смех сквозь хохот» [Архівовано 31 жовтня 2014 у Wayback Machine.]                                        | РенТБ                                           |
| 1 січня 2013      | «Все будет чики-пуки!!!» [Архівовано 23 червня 2014 у Wayback Machine.]                                   | РенТБ                                           |
| 30 грудня 2013    | «Новогодний задорный юбилей. Часть 1» [Архівовано 15 квітня 2014 у Wayback Machine.]                      | СТС                                             |
| 31 грудня 2013    | «Новогодний задорный юбилей. Часть 2» [Архівовано 3 липня 2014 у Wayback Machine.]                        | СТС                                             |
| 1 січня 2014      | «Не дай себе заглохнуть!» [Архівовано 18 червня 2014 у Wayback Machine.]                                  | РенТБ                                           |
| 4 січня 2014      | «Не дай себя опокемонить!» [Архівовано 28 червня 2014 у Wayback Machine.]                                 | РенТБ                                           |
| 23 лютого 2015    | «Задорновости 2014» [Архівовано 14 березня 2015 у Wayback Machine.]                                       | РенТБ                                           |

## Збірники
| Дата виступу     | Назва                                                                   | Телеканал    |
| ---------------- | ----------------------------------------------------------------------- | ------------ |
| 1994             | «Мы все из ЧИ-ЧИ-ЧИ-ПИ»                                                 |              |
| 1997             | «Умом Россию не понять» [Архівовано 17 березня 2016 у Wayback Machine.] | Перший канал |
| 2002             | «Мы» [Архівовано 21 грудня 2015 у Wayback Machine.]                     |              |
| 2005             | «Юмор 585 пробы» [Архівовано 5 грудня 2015 у Wayback Machine.]          |              |
| 2009             | «Юмористическая шрапнель»                                               | СТБ          |
| 2009             | «Собрание сочинений» [Архівовано 16 лютого 2020 у Wayback Machine.]     | РенТБ        |
| 2010             | «Мелочь, а приятно» [Архівовано 17 березня 2016 у Wayback Machine.]     | РенТБ        |
| 7 лютого 2011    | «Записные книжки»                                                       | РенТБ        |
| 25 лютого 2012   | «Избранное»                                                             | РенТБ        |
| 26 жовтня 2013   | «Русский для коекакеров»                                                | РенТБ        |
| 2 листопада 2013 | «Энциклопедия глупости»                                                 | РенТБ        |
| 9 листопада 2013 | «Реформа НЕОбразования»                                                 | РенТБ        |
| 1 лютого 2014    | «История не для всех»                                                   | РенТБ        |

## Фільми
| Дата випуску | Назва                                                                                    | Роль                                         |
| ------------ | ---------------------------------------------------------------------------------------- | -------------------------------------------- |
| 1989         | «Не розумію»                                                                             |                                              |
| 1991         | «Депресія»                                                                               | Чиновник                                     |
| 1992         | «Хочу вашего мужа»                                                                       | Андрій і сценарист                           |
| 2003         | «Куплю вашего мужа» «Pērku jūsu vīru!„                                                   | Сценарист                                    |
| 2008         | “Аркаим. Стоящий у солнца [Архівовано 6 жовтня 2014 у Wayback Machine.]»                 | Сергієм Алексєєвим; режисер Олександр Волков |
| 2010         | «Отцы и дети. Николай и Михаил Задорновы [Архівовано 31 жовтня 2014 у Wayback Machine.]» | Автор і режисер                              |
| 2012         | «Рюрик. Потерянная быль»                                                                 | Сценарист і ведучий                          |
| 2014         | «Вещий Олег»                                                                             | Сценарист і ведучий                          |

## Передачі
| Дата випуску | Назва                                                                                         | Телеканал               | Хто       |
| ------------ | --------------------------------------------------------------------------------------------- | ----------------------- | --------- |
| 1960—70-е    | «КВН»                                                                                         | Держтелерадіо СРСР      | Учасник   |
|              | «Аншлаг»                                                                                      | Держтелерадіо СРСР, РТР | Гість     |
|              | «Проводы старого года с Максимом Галкиным»                                                    | Перший канал            | Гість     |
|              | «Кривое зеркало»                                                                              | Росія                   | Гість     |
| 2006         | «Задорнова к ответу!» [Архівовано 5 жовтня 2014 у Wayback Machine.]                           | РенТБ                   | Гість     |
| 2007         | «Минута славы»                                                                                | Перший канал            | Член журі |
| 2008         | «Ответ ребром. 1 часть»                                                                       | РенТБ                   | Гість     |
| 2008         | «Ответ ребром. 2 часть»                                                                       | РенТБ                   | Гість     |
| 2008         | «Гордон Кихот»                                                                                | Перший канал            | Гість     |
| 2013         | «История российского юмора»                                                                   | СТС                     |           |
| 2013         | «КВН»                                                                                         | Перший канал            | Гість     |
| 2014         | «Человек-неформат, или 6:5 в пользу Задорнова [Архівовано 8 березня 2016 у Wayback Machine.]» | РенТБ                   |           |

## Книги
- 1988 — Линия длиной 15 000 метров. Сборник рассказов (В серии "Библиотека «Крокодила»). М. изд. ЦК КПСС «Правда»
- 1988 — Загадка голубой планеты. Авторский сборник. Изд. Советский писатель. М., 272 с., тираж 100000 экз., ISBN 5-265-00361-4
- 1989 — Ассортимент для контингента: грустный сборник юмористических. Изд Моск. рабочий, 141 с., ISBN 5239996504, ISBN 9785239996508
- 1990 — Счастливое число. Изд. Воздущный транспорт, 92 с.
- 1991 — Не понимаю! Изд. Полина, 192 с., тираж 100000 экз., ISBN 5-89942-205-X
- 1991 — Возвращение. Изд. Аврора, Серия Библиотека журнала «Аврора», 62 с., тираж 100000 экз.
- 1991 — Космическая смеханика. М. Н. Задорнов, Л. М. Измайлов, Э. Н. Успенский, Ф. С. Кандель, В. А. Полейко, В. И. Наринский и др.  Изд. МАИ, 1991 г., мягкая обложка, тираж: 100000 экз., 264 с. ISBN 5-7035-0149-0, ISBN 9785703501498
- 1993 — Конец света, или, Хорошее настроение. Михаил Задорнов, Лион Измайлов. Изд. Объединение «Всесоюзный молодежный книжный центр», 269 с.
- 1996 — Кофточка. Весёлая пьеса для грустного кино. Изд. Яуза, 168 с., тираж 50000 экз., ISBN 5-87849-056-0
- 1997 — 4-х томник
  - Великая страна с непредсказуемым прошлым. Изд. АРМАДА, 173 с., ISBN 5763205405, ISBN 9785763205404
  - Мы все из «Чи-Чи-Чи-Пи». Изд. Армада, 173 с., ISBN 5763205391, ISBN 9785763205398
  - Крохотные звёзды. Изд. Армада, 173 с., 10000 экз., ISBN 5763205405
  - Задоринки. Изд. Армада, 188 с., ISBN 5763205421, ISBN 9785763205428
- 2000 — Мамы и войны
- 2001 — Провинциалы. Михаил Задорнов, Владимир Качан, Леонид Алексеевич Филатов. Артисты пишут. (Библиотека «Вагант Москва») 359 с.
- 2003 — Пирамидальное путешествие. М. Проспект, Весби, 156 с., 3000 экз., ISBN 5-98032-162-4
- 2003 — Вдруг откуда ни возьмись. Изд. Эксмо, 448 с., тираж 7100 экз., ISBN 5-699-01801-8, ISBN 9785699018017
- 2004 — Задорнов €нд Ко. Изд. Эксмо., 384 с., тираж 40100 экз., ISBN 5-699-05496-0
- 2004 — Вверх ногами. Изд. Эксмо, 304 с, тираж 25000 экз., ISBN 978-5-699-07956-8, ISBN 5-699-07956-4
- 2005 — Этот безумный, безумный, безумный, безумный мир… Изд. АСТ, Астрель, Транзиткнига, 416 с., тираж 10000 экз., ISBN 5-17-033411-7, ISBN 5-271-12730-3, ISBN 5-9578-2859-9
- 2006 — Я никогда не думал… Изд. Эксмо, 624 с., тираж 17000 экз., ISBN 978-5-699-16143-0
- 2007 — Не дайте себе засохнуть!!! Изд. Эксмо, 496 с., тираж 30000 экз., ISBN 978-5-699-21867-7
- 2007 — Язычник эры Водолея. Изд. АСТ, Астрель, 288 с., тираж 30000 экз., ISBN 978-5-17-046847-8, ISBN 978-5-271-18071-2
- 2008 — Когда смешно, тогда не страшно! Изд. АСТ, Астрель, серия Задоринки и смехарики, 256 с., тираж 40000 экз. ISBN 978-5-17-049909-0, ISBN 978-5-271-18452-9
- 2008 — Мелочь, а приятно! Изд. АСТ, Астрель, серия Задоринки и смехарики, 224 с., тираж 30000 экз., ISBN 978-5-17-052782-3, ISBN 978-5-271-20869-0
- 2008 — Антология Сатиры и Юмора России XX века. Том 53. Михаил Задорнов. Авторский сборник. Издательство: Эксмо, твёрдый переплёт, тираж: 10000 экз., 624 с. ISBN 978-5-699-21729-8, ISBN 5-04-003950-6
- 2009 — Умом Россию не поДнять! Изд. АСТ, Астрель, 288 с., Серия Задоринки и смехарики, тираж 15000 экз., ISBN 978-5-17-059100-8, ISBN 978-5-271-23721-8
- 2009 — Слава роду! Изд. Амрита-Русь, 128 с., тираж 7000 экз., ISBN 978-5-9787-0446-4, ISBN 978-5-413-00067-0
- 2009 — WWW.MUSOR.RU (Изд. АСТ, Астрель, Серия: Задоринки и смехарики, 240 с., 20000 экз., ISBN 978-5-17-056759-1, ISBN 978-5-271-22489-8)
- 2010 — Пиар во время чумы, или Кому на Руси жить? Изд. АСТ, Астрель, ВКТ (иллюстрации Вадим Челак), 320 с., тираж 15000 экз., ISBN 978-5-17-065131-3, ISBN 978-5-271-26857-1, ISBN 978-5-226-02079-7
- 2010 — Михаил Задорнов. Рассказы и афоризмы. Авторский сборник. Изд. Эксмо, 384 с., тираж 13000 экз., ISBN 978-5-699-35266-1, ISBN 978-5-699-38020-6
- 2010 — Смешили два товарища. М. Н. Задорнов, Гарри Польский Изд. Эксмо, 272 с., тираж 4000 экз., ISBN 978-5-699-42402-3
- 2010 — Я люблю Америку. Изд. Астрель, АСТ, Полиграфиздат, 224 с., тираж 10000 экз., ISBN 978-5-17-069571-3, ISBN 978-5-271-30156-8, ISBN 978-5-421-51341-4
- 2011 — Этот неБРЕДсказуемый мир. Изд. Астрель, 528 с., 7000 экз., ISBN 978-5-271-39270-2
- 2012 — Книга памяти правнуков Победы
- 2012 — Записки усталого романтика. Изд. Эксмо, 480 с., тираж 3000 экз., ISBN 978-5-699-53193-6
- 2012 — Князь Рюрик. Откуда пошла земля Русская. Изд. Алгоритм, Серия Наша Русь, 240 с., тираж 5000 экз., ISBN 978-5-443-80199-5
- 2013 — «Бандиты и бабы» 170 с.[3]
- 2013 — Князь Рюрик. Полёт Сокола. Изд. «Вече»
- 2013 — По родной России. Задорные путешествия. Изд. «Вече», 224 с., тираж 4000 экз., ISBN 978-5-4444-0950-3[4]
- 2013 — Вся правда о любви. Изд. «Вече», художник И. Гришечкина, тираж 3000, с 272, переплёт твёрдый, ISBN 978-5-4444-1680-8[5][6]
- 2014 — Сила чисел, или Задорная нумерология. Изд. «Центрполиграф»

## Дискографія

### DVD-відео
- Михаил Задорнов: Умом Россию не понять. DVD (PAL). Видовая видеопрограмма. Дистрибьютор: Ярос-Фильм. Вокруг Смеха +. 58 мин., Россия, 1997 г.
- Михаил Задорнов: Мездра по Питерски. DVD (PAL). Телепередача. Дистрибьютор: Мистерия Звука. Мистерия DVD, 150 мин., Россия, 1998 г.
- Михаил Задорнов: Задоринки. DVD (PAL). Телепередача. Дистрибьютор: Ярос-Фильм. Вокруг смеха. 133 мин., Россия, 1998 г.
- Михаил Задорнов: Рижский гамбит. DVD (PAL). Телепередача. Дистрибьютор: Мистерия Звука. Мистерия DVD, 150 мин., Россия, 1999 г.
- Михаил Задорнов. Мы чье, дурачье? DVD (PAL). Телепередача. Дистрибьютор: Ярос-Фильм. A.S.G. Film. 88 мин., Россия, 2000 г.
- Михаил Задорнов: Ножки Буша. DVD (PAL). Телепередача. Дистрибьютор: Мистерия Звука. Мистерия DVD, 150 мин., Россия, 2002 г.
- Михаил Задорнов: Тест на интеллект. DVD (PAL). Телепередача. Дистрибьютор: Ярос-Фильм. A.S.G. Film. 120 мин., Россия, 2003 г.
- Михаил Задорнов: Юмор 585 пробы. DVD (PAL). Видовая видеопрограмма. Дистрибьютор: Ярос-Фильм. Ярос-Фильм. 84 мин., Россия, 2005 г.
- Михаил Задорнов: Задоринки. DVD (PAL). Телепередача. Дистрибьютор: Ярос-Фильм. ИП «Голдуева Е. Л.», ИП «Задорнов М. Н.», 73 мин., Россия, 2005 г.
- Михаил Задорнов. Великая страна с непредсказуемым прошлым. Серия: Избранное. DVD (PAL). Концертная программа. Дистрибьютор: Ярос-Фильм. 99 мин., Россия, 2005 г.
- Михаил Задорнов: Лекция с юмором. Серия: Избранное. DVD (PAL). Телепередача. Дистрибьютор: Ярос-Фильм. A.S.G. Film. 58 мин., Россия, 2005 г.
- Михаил Задорнов. Не для ТВ. RU. DVD (PAL). Видовая видеопрограмма. Дистрибьютор: Лизард. Ярос-Фильм. 105 мин., Россия, 2005 г.
- Михаил Задорнов. Так жить можно…?! Серия: Избранное. DVD (PAL). Концертная программа. Дистрибьютор: Ярос-Фильм. A.S.G. Film. 90 мин., Россия, 2005 г.
- Михаил Задорнов. Да здравствует то, благодаря чему, несмотря ни на что… DVD (PAL). Концертная программа. Дистрибьютор: Лизард. Мьюзик-трейд. 100 мин., Россия, 2005 г.
- Михаил Задорнов. Непонятки. DVD (PAL). Концертная программа. Дистрибьютор: Лизард. Мьюзик-трейд. 83 мин., Россия, 2005 г.
- Михаил Задорнов. Американская трагедия. Серия: Избранное. DVD (PAL). Дистрибьютор: Ярос-Фильм. Концертная программа. 116 мин., Россия, 2005 г.
- Михаил Задорнов. Мы. Серия: Избранное. DVD (PAL). Концертная программа. Дистрибьютор: Ярос-Фильм. Ярос-Фильм. 69 мин., Россия, 2005 г.
- Михаил Задорнов. Мы все из чи-чи-чи-пи. Серия: Избранное. DVD (PAL). Концертная программа. Дистрибьютор: Ярос-Фильм. 86 мин., Россия, 2005 г.
- Михаил Задорнов. От путча до Путина. Серия: Избранное. DVD (PAL). Концертная программа. Дистрибьютор: Ярос-Фильм. 66 мин., Россия, 2005 г.
- Михаил Задорнов: Что делать, или как нам обустроить Россию. Серия: Избранное. DVD (PAL). Концертная программа. Дистрибьютор: Ярос-Фильм. Энио-Фильм. 90 мин., Россия, 2005 г.
- Михаил Задорнов: Египетские ночи. DVD (PAL). Концертная программа. Дистрибьютор: Мистерия DVD. Мистерия DVD. 97 мин., Россия, 2006 г.
- Михаил Задорнов: Подниматель пингвинов. DVD (PAL). Концертная программа. Дистрибьютор: Мистерия DVD. Мистерия DVD. 103 мин., Россия, 2006 г.
- Михаил Задорнов. Третье ухо. DVD (PAL). Концертная программа. Дистрибьютор: Мистерия DVD. Мистерия DVD. 97 мин., Россия, 2006 г.
- Михаил Задорнов. Не забывается такое никогда. DVD (PAL). Концертная программа. Дистрибьютор: Мистерия DVD. Мистерия DVD. 74 мин., Россия, 2006 г.
- Михаил Задорнов. Записки Предсказамуса. DVD (PAL). Телепередача. Дистрибьютор: Мистерия DVD. Мистерия DVD. 89 мин., Россия, 2006 г.
- Михаил Задорнов. После нас хоть потоп. DVD (PAL). Концертная программа. Дистрибьютор: Мистерия DVD. 115 мин., Россия, 2006 г.
- Михаил Задорнов: Когда смешно, тогда не страшно. DVD (PAL). Концертная программа. Телекомпания REN TV. Дистрибьютор: Мистерия DVD, 80 мин., Россия, 2007 г.
- Михаил Задорнов. Лучшее из лучшего. DVD (PAL). Концертная программа. Дистрибьютор: Мьюзик-трейд. Мьюзик-трейд. 490 мин., Россия, 2008 г.
- Михаил Задорнов. Лучшее из лучшего. Часть 1. DVD (PAL). Концертная программа. Дистрибьютор: Мьюзик-трейд. Мьюзик-трейд. 165 мин., Россия, 2008 г.
- Михаил Задорнов: Лучшее из лучшего. Часть 3. DVD (PAL). Концертная программа. Дистрибьютор: Мьюзик-трейд. Мьюзик-трейд. 165 мин., Россия, 2008 г.
- Михаил Задорнов. Лучшее из лучшего. Часть 2. DVD (PAL). Концертная программа. Дистрибьютор: Мьюзик-трейд. Мьюзик-трейд. 165 мин., Россия, 2008 г.
- Михаил Задорнов: Лучшее из лучшего. Диск 4. DVD (PAL). Концертная программа. Дистрибьютор: Мьюзик-трейд. Камертон. 82 мин., Россия, 2008 г.
- Михаил Задорнов: Лучшее из лучшего. Диск 5. DVD (PAL). Концертная программа. Дистрибьютор: Мьюзик-трейд. Камертон. 100 мин., Россия, 2008 г.
- Михаил Задорнов. Избранное. Часть 1. DVD (PAL). Концертная программа. Дистрибьютор: Мистерия Звука. НЕРО. 125 мин., Россия, 2008 г.
- Михаил Задорнов. Избранное. Часть 2. DVD (PAL). Концертная программа. Дистрибьютор: Мистерия Звука. НЕРО. 120 мин., Россия, 2008 г. — * Хочу вашего мужа. Художественный кинофильм. Серия: Золотой фонд Одесской киностудии. DVD (PAL). Дистрибьютор: Компания «МАГНАТ». Одесская киностудия художественных фильмов. 70 мин., Украина, 1992 г.

### CD-аудіо
- Михаил Задорнов. Нью-Йоркский концерт. Audio CD. Концертная запись. Дистрибьютор: Becar Records. 1996 г.
- Михаил Задорнов. Я люблю Америку. Audio CD. Дистрибьютор: Студия «Монолит». 2003 г.
- Михаил Задорнов. Записки отморозка. Audio CD. Дистрибьютор: Студия «Монолит». 2005 г.
- Михаил Задорнов. Два девятых вагона. Серия: Классика юмора. Audio CD. Дистрибьютор: Студия «Монолит». 2006 г.
- Михаил Задорнов. Задорнова к ответу. DVD (PAL). Телепередача. Дистрибьютор: Мистерия DVD. Мистерия DVD, 119 мин., Россия, 2006 г.,
- Михаил Задорнов читает стихи Евгения Евтушенко. Граждане, послушайте меня! Audio CD. Дистрибьюторы: WWW.Records, Торговая Фирма «Никитин». 2007 г.
- Михаил Задорнов. Когда смешно, тогда не страшно. Серия: Классика юмора. Audio CD. Дистрибьютор: Монолит-рекордс. 2008 г.

### MP3-CD
- Михаил Задорнов. CD 2 (mp3). Дистрибьютор: Мистерия Звука. 192 Кбит/с, 44.1 КГц, Stereo, Авторский сборник, 273 мин., 2007 г.
- Михаил Задорнов. CD 1 (mp3). Дистрибьютор: Мистерия Звука. 192 Кбит/с, 44.1 КГц, Stereo, Авторский сборник, 289 мин., 2007 г.

### Аудіокниги
- Бакарасики не татупеды (аудиокнига MP3). Издательство: Студия Монолит, 2006 г. ISBN МТ 715391-080-6
- Задорнизмы и Качанушки (аудиокнига MP3). Серия: Юмор нашего времени. 1 час. Издательство: Аудиокнига, 2008 г. (М. Задорнов и В. А. Качан)
- Умом Россию не поДнять! (аудиокнига MP3). Издательство: Студия Монолит, 2009 г. ISBN МТ 000410-197-6
- Мелочь, а приятно! (аудиокнига MP3). Серия: Задоринки и смехарики. 4 часа. Издательства: АСТ, Аудиокнига, 2009 г.
- Когда смешно, тогда не страшно (аудиокнига MP3). Серия: Юмор нашего времени. 4 часа. Издательства: Астрель, Аудиокнига, 2009 г.
- Это было недавно… (аудиокнига CD). 1 час. Издательства: Аудиокнига, Астрель, 2009 г. (Леонид Филатов, Михаил Задорнов)